# アース・ウィンド・アンド・ファイアー
アース・ウィンド・アンド・ファイアー（Earth, Wind & Fire）は、アフリカ系アメリカ人による1970年代を代表するミュージック・バンドである。

## 概要
R&B、ファンク、ソウル、ジャズ、ディスコ、ポップ、ラテンなどのジャンルを融合させ、新たなポップミュージックの世界を開拓した。1970年代を代表するバンドとして知られる。略称はEWF、EW&F。
エネルギッシュなサウンドとモーリス・ホワイトとフィリップ・ベイリーのツインヴォーカル、重厚なホーンセクションが特徴である。1970年を通して多くのヒット曲を放ち、世界的な人気を得た。史上最も売れたバンドの一つであり、世界でのCD・レコード総売上は9000万枚以上である。
バンドは17のノミネートのうち6つのグラミー賞を受賞し、12のノミネートのうち4つのアメリカンミュージック・アワードを受賞している。また、ロックの殿堂、NAACPイメージアワードの殿堂、ハリウッド・ウォーク・オブ・フェイムの星を獲得している。

## 来歴

### 初期
- 1960年代 - 

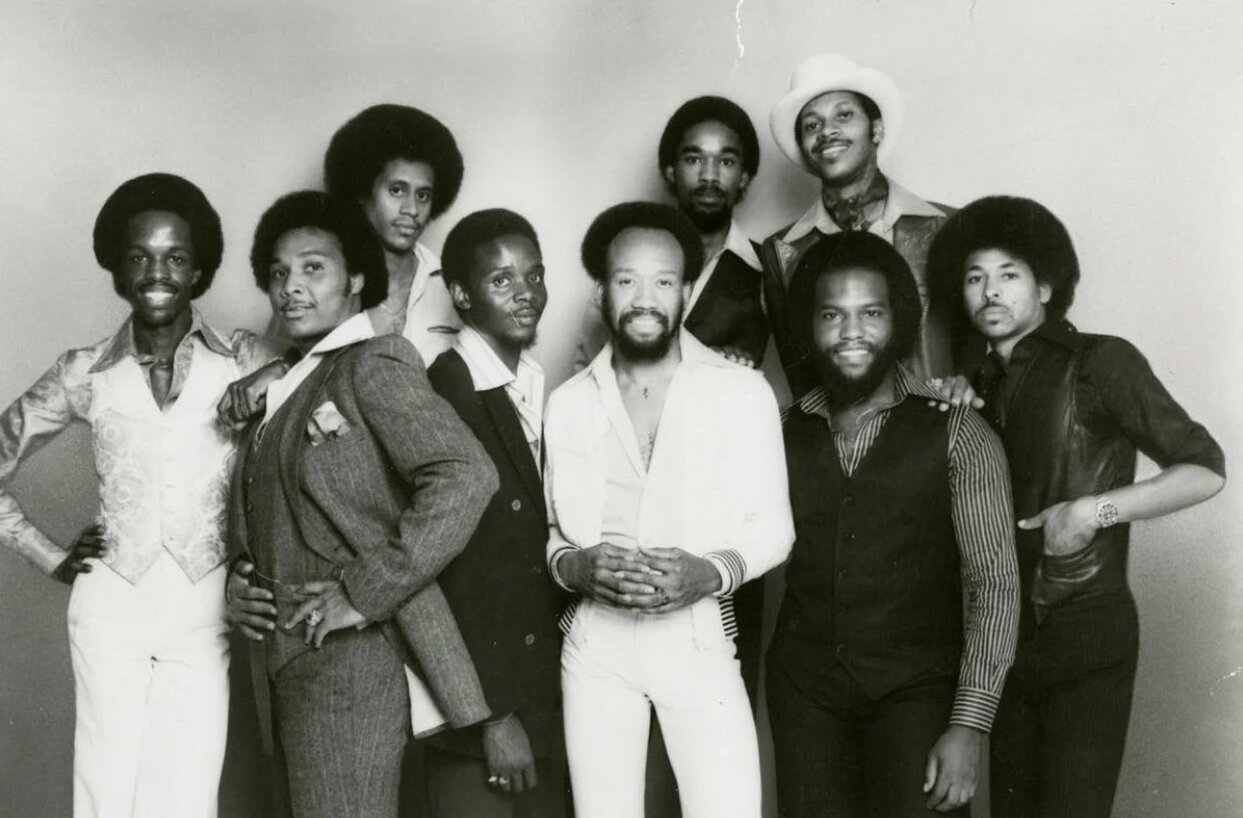
1970年代

  - モーリス・ホワイトは、1960年代前半はシカゴのチェス・レコードのセッション・ドラマーとして活躍した[10]。
  - モーリスは、1966年から1968年までラムゼイ・ルイス・トリオのメンバーとして在籍した[11]。その後、シカゴにて2人の友人、ウェイド・フレモンズ（英語版）とドン・ホワイトヘッドと共に『ソルティ・ペパーズ』を結成。キャピトルからシングル「La La Time」をリリースした[12]。
- 1970年 - 
  - モーリスは活動拠点をロサンゼルスに移し、バンド名を『アース・ウィンド・アンド・ファイアー』と改名。占星術によると、モーリスの占星図にはEarth, Air & Fire（土と空気と火）の3つの要素があることから、Earth, Wind & Fire（土と風と火）と名づけた[13][14]。
  - ワーナーと契約し、モーリスの弟のヴァーダイン・ホワイトを含めた10人の大所帯バンドとなる。
- 1971年 - 
  - ファーストアルバム「デビュー」を3月にリリース。このアルバムはビルボードのトップ・ソウル・アルバムチャートで24位になり、SNEPによってフランスでゴールドに認定された[15][16]。
  - 11月にセカンドアルバム「愛の伝道師」をリリース。ビルボードのトップ・ソウル・アルバム・チャートで35位になった[15]。
  - メルヴィン・ヴァン・ピーブルズの1971年の長編映画「スウィート・スウィートバック」のサウンドトラックで演奏した。
- 1972年 - 
  - モーリスはバンドを一度解散し、メンバーを入れ替えてすぐに再結成した。フィリップ・ベイリーとラルフ・ジョンソン（英語版）やラリー・ダン（英語版）が加入。
  - ニューヨークのロックフェラー・センターでのパフォーマンスで、EWFは当時のコロムビア・レコードの社長であるクライヴ・デイヴィスに紹介され、コロムビア・レコードに移籍。コロムビアには、以後1990年まで在籍する[17]。
  - コロムビア・レコードからのデビュー・アルバム「地球最後の日」が1972年10月に発売された。このアルバムは、アメリカのビルボード・トップ・ソウル・アルバム・チャートで15位となった[15]。
- 1973年 - 
  - アルバム「ヘッド・トゥ・ザ・スカイ（英語版）」をリリース。ビルボード・トップ・ソウル・アルバム・チャートで2位、ビルボード200チャートで27位に上昇した[15]。RIAAからプラチナ・ディスクを獲得する[18]。この時点で最大のヒットとなり、バンドには大きな転機となる。
- 1974年 - 
  - アルバム「太陽の化身」が3月にリリース。ビルボード・トップ・ソウル・アルバム・チャートでバンド初の1位、ビルボード200チャートで15位に上昇し、前作に続き大ヒットした[15]。 RIAAからプラチナ・ディスクを獲得する[18]。
  - 4月6日、EWFは20万人の観客を集めた西海岸のロック・フェスティバル、カリフォルニア・ジャムに出演した。このコンサートは、5月10日にABCによってアメリカで放映された[19]。
  - 10月にバンドはラムゼイ・ルイスとコラボレーションし、コロムビアから発売されたアルバム「太陽の女神（英語版）」をモーリスがプロデュースした。

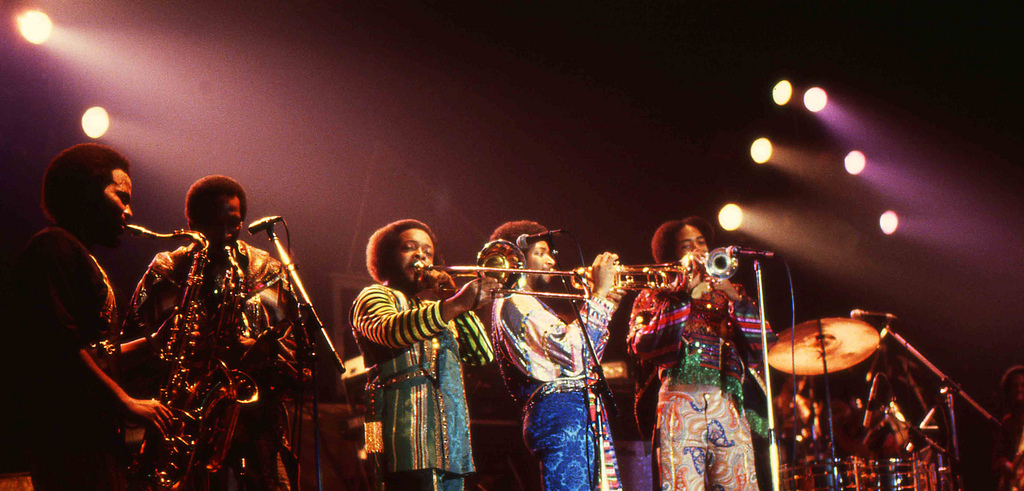
フェニックス・ホーンズ

### 全盛期
- 1975年 - 
  - アルバム「暗黒への挑戦」を、同名の映画（英語版）のサウンドトラックとして3月にリリース。ビルボード・トップ・ソウル・アルバム・チャートで1位を獲得した。シングルカットした「シャイニング・スター（英語版）」がビルボード・ホット100で1位を獲得し大ヒットした。このヒットによりEWFの人気が白人層にも拡大した。これにより、EWFはビルボードのアルバムチャートとシングルチャートの両方で首位を獲得した最初の黒人アーティストになった。「シャイニング・スター」は、グラミー賞の最優秀R&B・パフォーマンス賞(デュオまたはグループ・ウィズ・ヴォーカルズ)を受賞した[5]。この映画にはEWFも出演しており、彼らの貴重なライヴ映像も観ることができる。このアルバムの成功により、バンドはフェニックス・ホーンズ（英語版）と名付けられた自分たちのホーン・セクションを作ることができるようになった。
  - 9月に初のヨーロッパツアーを実施した[20]。
  - 11月に2枚組アルバム「灼熱の狂宴」がリリース。ビルボード200とトップ・ソウル・アルバム・チャートの両方でそれぞれ1位となった[15]。
- 1976年 - 
  - 10月にアルバム「魂」をリリース。5月に急死したプロデューサー、チャールズ・ステップニー（英語版）へのトリビュートアルバムである。ビルボードのトップ・ポップ・アルバム・チャートとトップ・ソウル・アルバム・チャートの両方で2位に上昇した[15]。
  - 当時、EWFのコンサートは、花火、魔法、レーザー、空中浮遊するギタリスト、空飛ぶピラミッドなど、奇想天外なステージで有名であった[21]。
- 1977年 - 
  - 11月にアルバム「太陽神」をリリース。ビルボードのトップ・ソウル・アルバム・チャートで1位、ビルボード200チャートで3位に上昇した。批評家からは、EWFが常に新たな芸術を開拓していると高く評価された[22][23]。このアルバムはグラミー賞の最優秀R&B・ボーカル・パフォーマンス賞を受賞した。RIAAからトリプル・プラチナに認定された[18]。また、シングルカットされた「宇宙のファンタジー」も世界各国でヒットし、グラミー賞の最優秀R&B・ソング賞にノミネートされた。また、アルバム収録曲の「Runnin」がグラミー賞の最優秀R&B・インストゥルメンタル賞を受賞した。このアルバムと次の「黙示録」がEWFのイメージを決定づけ、後世に記憶された。21世紀においてEWFが言及される際は大抵、1977年から1979年のイメージである。
- 1978年 - 
  - モーリスはコロムビア・レコードのレーベルとして、ARCレコード（英語版）を設立。レーベルの第一弾としてベスト盤「ベスト・オブ・EW & F VOL.1」をリリース。このアルバムは、RIAAによってクインタプル・プラチナ（x5）に認定され、EWFとして最も売れたアルバムとなった。なお、「セプテンバー」はこのアルバムに収録されている。
- 1979年 - 
  - 1月にバンドはミュージック・フォー・ユニセフ・コンサート（英語版）で「セプテンバー」と「暗黒への挑戦」を演奏した。コンサートの模様は、国連総会から全世界に放送された。
  - 3月、ワールドツアーの一環として日本に初来日し、各地で公演を行う[24]。
  - 6月にアルバム「黙示録」をリリース。ビルボード・トップ・ソウル・アルバム・チャートで1位、ビルボード200チャートで3位に上昇した[15]。RIAAからダブル・プラチナに認定された[18]。批評家からは、精密なプロダクションと壮大な音楽が強力な推進力を生んでいると高く評価された[25][26][27]。シングルカットされた「ブギー・ワンダーランド（英語版）」は、ビルボード・ホット・ソウル・ソング・チャートで2位、ビルボード・ホット100で6位にランクインした[15]。この曲はグラミー賞の最優秀ディスコ・レコーディング賞と最優秀R&B・インストゥルメンタル・パフォーマンス賞にもノミネートされた[5]。セカンド・シングルの「アフター・ザ・ラヴ・ハズ・ゴーン（英語版）」は、ビルボード・ホット100とホット・ソウル・ソングス・チャートの両方で2位を記録した。この曲は、ビルボードのアダルトコンテンポラリー・ソング・チャートとUKポップ・シングル・チャートの両方でも3位になった。そしてこの曲は、グラミー賞のレコード・オブ・ザ・イヤー（英語版）にノミネートされ、グラミー賞の最優秀R&Bボーカル・パフォーマンス賞(デュオまたはグループ)を受賞した[5]。EWFがグラミー賞の主要三賞（レコード・オブ・ザ・イヤー、ソング・オブ・ザ・イヤー（英語版）、アルバム・オブ・ザ・イヤー（英語版））にノミネートされたのはこの1曲のみであり、グループの代表曲となった。

### 混迷期
- 1980年 - 
  - 10月に2枚組のアルバム「フェイセス」をリリース。このアルバムは、ビルボードのトップ・ソウル・アルバム・チャートで2位、ビルボード200とUKアルバム・チャートの両方で10位に上昇した[15]。2007年のインタビューで、モーリス・ホワイトはEWFのアルバムはどれがお気に入りかと尋ねられたとき、「フェイセスかな、俺たちは気持ちが一つになっていたんだ。一緒に演奏して新しい領域を探求する機会を与えてくれた。「太陽神」と「黙示録」も誇りに思っている。」と語った[28]。
- 1981年 - 
  - 11月にアルバム「天空の女神」をリリース。このアルバムはビルボード・トップ・R&B・アルバム・チャートで1位を獲得し、ビルボード200チャートでは5位を記録した[15]。シングルカットされた「レッツ・グルーヴ（英語版）」はビルボードのホット・R&B・ソング・チャートで1位、ホット100チャートで3位を記録した[15]。この曲はグラミー賞の最優秀R&B・パフォーマンス賞にノミネートされた[5]。セカンド・シングルの「アイ・ウォナ・ビー・ウィズ・ユー（英語版）」は、ビルボード・ホット・ソウル・シングル・チャートで15位に上昇した。この曲は、グラミー賞の最優秀R&B・パフォーマンス・オブ・ザ・デュオまたはグループ・ウィズ・ヴォーカルを受賞した。
- 1983年 - 
  - 2月にアルバム「創世記」をリリース。このアルバムは、ビルボード・トップ・R&B・アルバム・チャートで4位、ビルボード200チャートで12位に上昇した[15]。シングルカットされた「フォール・イン・ラヴ（英語版）」はビルボード・ホット100チャートで17位、ビルボード・ホット・R&B・ソング・チャートで4位に上昇した[15]。この曲はグラミー賞の最優秀R&Bパフォーマンス賞にノミネートされた[5]。
  - 4月にアニメ映画「ロックン・ルール」のサウンドトラックに「Dance, Dance, Dance」という曲で参加した。
  - 11月にアルバム「エレクトリック・ユニヴァース」をリリース。このアルバムでは、ホーンはシンセサイザーに取って代わられ、ユニークで独特なニューウェイヴとシンセ・ポップ・サウンドが生まれた[29]。このアルバムは、ビルボードのトップ・ソウル・アルバム・チャートで8位、ビルボード200チャートで40位となった[15]。

### 休止期
- 1984年 - 
  - モーリスはEWFの活動を休止した。
- 休止中の活動
  - モーリス・ホワイト
    - 1984年 - バーブラ・ストライサンドのアルバム「エモーション（英語版）」をプロデュースした。
    - 1985年 - 
      - コロムビアからセルフタイトルのソロアルバム（英語版）をリリースした。このアルバムはビルボードのトップR&B・アルバム・チャートで12位に上昇した。ベン・E・キングの「スタンド・バイ・ミー」のカヴァーは、ビルボード・ホットR&B・シングル・チャートで6位、ビルボード・アダルトコンテンポラリー・ソング・チャートで11位を記録した[30]。
      - アルバム「Fantasy（英語版）」でラムゼイ・ルイスをプロデュースした。

    - 1986年 - 
      - アルバム「Headed for the Future（英語版）」でニール・ダイアモンドをプロデュースした。
      - ピーセズ・オブ・ア・ドリームのアルバム「Joyride（英語版）」をプロデュースした。
      - リー・リトナーのアルバム「アース・ラン（英語版）」にゲスト出演した。

    - 1987年 - ラムゼイ・ルイスのアルバム「Keys to the City（英語版）」をプロデュースした。

  - フィリップ・ベイリー
    - 1984年 - 
      - 2枚目のアルバム「チャイニーズ・ウォール（英語版）」をフィル・コリンズのプロデュースでコロムビアからリリースした。シングルカットされた「イージー・ラヴァー」は多くの国でヒットした。アメリカでは、ビルボード・ホット100チャートに23週ランクインし、そのうち7週間はトップ10入りし、最高2位を記録した[31]。このシングルはアメリカで100万枚以上を売り上げ、RIAAからゴールドに認定された[32]。アルバムとシングル両方がグラミー賞にノミネートされた[33]。
      - ゴスペル・ジャンルのデビュー・アルバム「The Wonders of His Love（英語版）」がリリース。このアルバムはグラミー賞にノミネートされた[33]。

    - 1985年 - ケニー・ロギンスのアルバム「Vox Humana（英語版）」にゲスト出演した。
    - 1986年 - 
      - 3枚目のアルバム「Inside Out（英語版）」と、グラミー賞を受賞した2枚目のゴスペル・アルバム「Triumph（英語版）」をリリースした[33]。
      - スティーヴィー・ワンダーの1986年のアルバム「イン・スクエア・サークル」にゲスト出演した。

  - ラルフ・ジョンソン（英語版）
    - 1984年 - テンプテーションズのアルバム「Truly for You（英語版）」をプロデュースした。

### 再開から現在まで
- 1987年 - 
  - モーリスは部分的にメンバーを入れ替え、EWFを再結成し、11月にアルバム「タッチ・ザ・ワールド（英語版）」をリリース。このアルバムはビルボード・トップ・R&B・アルバム・チャートで3位、ビルボード200チャートで33位に上昇した[15]。シングルカットされた「System of Survival（英語版）」はヒットし、ビルボードのR&B・チャートとダンス・チャートの両方で1位を獲得した[15]。
- 1988年 - 
  - 11月にコンピレーション・アルバム「The Best of Earth, Wind & Fire, Vol. 2（英語版）」をリリース。このアルバムはRIAAからゴールドに認定された[18]。
- 1990年 - 
  - 2月にアルバム「ヘリテッジ」をリリース。このアルバムはビルボードのトップ・R&B・アルバム・チャートで19位に上昇した[15]。
  - 7月にリリースされたチャリティ・アルバム「Music Speaks Louder Than Words（英語版）」に参加した。
- 1992年 - 
  - 9月にコロムビア・レコードでの活動の集大成として、初のボックス・セット・アルバム「The Eternal Dance（英語版）」をリリース。
- 1993年 - 
  - 9月、ワーナー・レコードから「千年伝説」をリリース。このアルバムはビルボード・トップ・R&B・アルバム・チャートで8位、ビルボード200チャートで39位に上昇した[15]。ワーナーから21年ぶりのレコードとなった。シングルカットされた「Sunday Morning（英語版）」は、全米ビルボード・アダルト・R&B・ソング・チャートで10位、全米ビルボード・ホット・R&B・ソング・チャートで20位、全米ビルボード・アダルトコンテンポラリー・ソング・チャートで35位を記録した[15]。この曲は、グラミー賞の最優秀・R&B・ボーカル・パフォーマンス賞(デュオまたはグループによる最優秀R&Bボーカル・パフォーマンス賞)にノミネートされた[5]。
- 1994年 - 
  - 1月、EWFはNAACPイメージアワードの殿堂入りを果たした[8]。
- 1995年 - 
  - 9月、EWFはハリウッド・ウォーク・オブ・フェームより星を授与された[9]。
- 1996年 - 
  - モーリスの個人レーベル、カリンバ・レコードよりアルバムが制作され、avex traxより「AVATAR」のタイトルで7月に日本限定発売された。
- 1997年 - 
  - 7月、前年に日本で発売されたアルバム「AVATAR」が「イン・ザ・ネイム・オブ・ラブ」とリネームされ、ライノ・レコードよりリリースされた。
- 2000年 - 
  - 3月に予定されていたロックの殿堂入りの式典前に、モーリスはパーキンソン病と診断されたことを明らかにし、ステージ活動から退いた[14][7]。
  - 6月、ビル・クリントン大統領がホワイトハウスで主催した、モロッコ国王ムハンマド6世とララ・メリエム王女を称えるホワイトハウスの公式晩餐会に招待された[34]。
- 2002年 - 
  - 2月、EWFはユタ州ソルトレイクシティで開催された2002年冬季オリンピックの閉会式でパフォーマンスを行った[35]。
- 2003年 - 
  - 5月にアルバム「The Promise（英語版）」をリリース。このアルバムは、ビルボード・トップ・R&B・ヒップホップ・アルバム・チャートで19位、ビルボード・トップ・インディペンデント・アルバム・チャートで5位を記録した[15]。シングルカットされた「Hold Me」はグラミー賞の最優秀トラディショナル・R&B・ボーカル・パフォーマンス部門にノミネートされた[5]。
- 2005年 - 
  - 9月にアルバム「Illumination（英語版）」をサンクチュアリ・レコードからリリース。このアルバムは、ビルボード・トップ・R&B・ヒップホップ・アルバム・チャートで8位、ビルボード200チャートで32位に上昇した[15]。グラミー賞のベスト・R&B・アルバム部門にもノミネートされた[5]。シングルカットされた「Show Me the Way（英語版）」という曲は、ビルボードのアダルト・R&B・ソング・チャートで16位を記録した[15]。この曲は、グラミー賞の最優秀R&B・パフォーマンス・デュオまたはグループ・ウィズ・ヴォーカル部門にもノミネートされた[5]。
- 2007年 - 
  - 3月、EWFのトリビュート・アルバム「Interpretations（英語版）」をスタックス・レコードからリリース。モーリスはエグゼクティヴ・プロデューサーとしてこのプロジェクトに参加。このアルバムには、チャカ・カーン、カーク・フランクリン、レイラ・ハサウェイ、ミント・コンディション、ミシェル・ンデゲオチェロ、アンジー・ストーンなどのアーティストが参加した。
  - 12月、ノルウェーのオスロで開催されたノーベル平和賞コンサートに招待され、演奏した[36]。
- 2013年 - 
  - 9月にアルバム「フォーエバー（英語版）」をレガシー・レコードからリリース。モーリスが音楽的にかかわらない初めてのEWFアルバムである。ビルボード200で11位、ビルボード・トップ・R&B・ヒップホップ・アルバム・チャートで6位を記録した[15]。
- 2014年 - 
  - 10月、初のホリデーアルバム「Holiday（英語版）」をリリースした。
- 2016年 - 
  - 2月3日、モーリス・ホワイトが死去[14]。同月に第58回グラミー賞特別功労賞生涯業績賞を受賞[13]。
- 2019年 - 
  - 12月、日本の女性ボーカルグループLittle Glee MonsterとコラボレーションしたEP「I Feel The Light」をリリース。

## メンバー
- ヴァーダイン・ホワイト - 1970年～
- フィリップ・ベイリー - 1972年～
- ラルフ・ジョンソン（英語版） - 1972年～
- B. デビッド・ウィットワース - 1996年～
- マイロン・マッキンリー - 2001年～
- ジョン・パリス（英語版） - 2001年～
- モリス・オコナー - 2008年～
- フィリップ・ドロン・ベイリー - 2009年～
- セルグ・ディミトリエヴィッチ - 2012年〜

過去の主なメンバー
- モーリス・ホワイト - 1970年～2016年（2016年没）
- ラリー・ダン（英語版） - 1972年～1984年
- ローランド・バウティスタ（英語版） - 1972年～1973年、1981年～1984年（2012年没）
- アル・マッケイ（英語版） - 1973年～1980年
- アンドリュー・ウールフォーク（英語版） - 1973年～1993年（2022年没）
- フレッド・ホワイト（英語版） - 1974年～1984年（2023年没）
- ドン・マイリック（英語版） - 1975年～1983年（1993年没）
- ルイス・サターフィールド（英語版） - 1975年～1983年（2004年没）

## ディスコグラフィ
詳細はアース・ウィンド・アンド・ファイアーのディスコグラフィ（英語: Earth, Wind & Fire discography）を参照。

### スタジオアルバム
- Earth, Wind and Fire (デビュー, 1971, Warner Bros.)　(US 200 #172/US R&B #24)
- The Need of Love (愛の伝道師, 1971, Warner Bros.)　(US 200 #89/US R&B #35)
- Last Days and Time (地球最後の日, 1972, Columbia)　(US 200 #87/US R&B #15)
- Head to the Sky (ブラックロック革命→ヘッド・トゥ・ザ・スカイ（英語版）, 1973, Columbia)　(US 200 #27/US R&B #2)
- Open Our Eyes (太陽の化身, 1974, Columbia)　(US 200 #15/US R&B #1)
- That's the Way of the World (暗黒への挑戦, 1975, Columbia)　(US 200 #1/US R&B #1)
- Gratitude (灼熱の狂宴, 1975, Columbia)　(US 200 #1/US R&B #1) - 新規スタジオ録音含む
- Spirit (魂, 1976, Columbia)　(US 200 #2/US R&B #2)
- All 'N All (太陽神, 1977, Columbia)　(US 200 #3/US R&B #1)
- The Best of Earth, Wind & Fire Vol.1 (ベスト・オブ・EW & F VOL.1, 1978, ARC/Columbia)　(US 200 #6/US R&B #3) - 「セプテンバー」収録
- I Am (黙示録, 1979, ARC/Columbia）　(US 200 #3/US R&B #1)
- Faces (フェイセス, 1980, ARC/Columbia)　(US 200 #10/US R&B #2)
- Raise! (天空の女神, 1981, ARC/Columbia)　(US 200 #5/US R&B #1)
- Powerlight (創世記, 1983, Columbia)　(US 200 #12/US R&B #4)
- Electric Universe (エレクトリック・ユニヴァース, 1983, Columbia)　(US 200 #40/US R&B #8)
- Touch the World (タッチ・ザ・ワールド（英語版）, 1987, Columbia)　(US 200 #33/US R&B #3)
- Heritage (ヘリテッジ, 1990, Columbia)　(US 200 #70/US R&B #19)
- Millennium (千年伝説, 1993, Reprise/Warner Bros.)　(US 200 #39/US R&B #8)
- In the Name of Love (イン・ザ・ネイム・オブ・ラブ 1997, Pyramid/Rhino)　(US R&B #50)
- The Promise（英語版） (2003, Kalimba)　(US 200 #89/US R&B #19)
- Illumination（英語版） (2005, Sanctuary)　(US 200 #32/US R&B #8)
- Now, Then & Forever (フォーエバー（英語版）, 2013, Legacy/Sony)　(US 200 #11/US R&B #5)
- Holiday（英語版）（2014, Legacy/Sony）　(Holiday #8/US R&B #26)

### シングル
1970年
- "Love Is Life" (US HOT100 #93 /US R&B #43)

1971年
- "I Think About Lovin You" (US HOT100 - /US R&B #44)

1973年
- "Evil" (US HOT100 #50 /US R&B #25)
- "Keep Your Head to the Sky" (US HOT100 #52 /US R&B #23)

1974年
- "Mighty Mighty" (US HOT100 #29 /US R&B #4)
- "Kalimba Story" (US HOT100 #55 /US R&B #6)
- "Devotion" (US HOT100 #33 /US R&B #23)

1975年
- "Shining Star" (US HOT100 #1 /US R&B #1)
- "That's the Way of the World" (US HOT100 #12 /US R&B #5)
- "Sing a Song" (US HOT100 #5 /US R&B #1)

1976年
- "Can't Hide Love" (US HOT100 #39 /US R&B #11)
- "Getaway" (US HOT100 #12 /US R&B #1)
- "Saturday Nite" (US HOT100 #21 /US R&B #4)
- "On Your Face" (US HOT100 - /US R&B #26)

1977年
- "Serpentine Fire" (US HOT100 #13 /US R&B #1)
- "Fantasy" (US HOT100 #32 /US R&B #12)

1978年
- "Got to Get You into My Life" (US HOT100 #9 /US R&B #1)
- "September" (US HOT100#8 /US R&B #1)
- "Boogie Wonderland" (US HOT100 #6 /US R&B #2)

1979年
- "After the Love Has Gone" (US HOT100 #2 /US R&B #2)
- "In the Stone" (US HOT100 #58 /US R&B #23)
- "Star" (US HOT100 #64 /US R&B #47)

1980年
- "Let Me Talk" (US HOT100 #44 /US R&B #8)、
- "You" (US HOT100 #48 /US R&B #10)
- "And Love Goes on" (US HOT100 #59 /US R&B #15)

1981年
- "Let's Groove" (US HOT100 #3 /US R&B #1)
- "Wanna Be with You" (US HOT100 #51 /US R&B #15)

1982年
- "Fall in Love with Me" (US HOT100 #17 /US R&B #4)
- "Side by Side" (US HOT100 #76 /US R&B #15)

1983年
- "Spread Your Love" (US HOT100 - /US R&B #57)
- "Magnetic" (US HOT100 #57 /US R&B #10)

1987年
- "System of Survival" (US HOT100 #60 /US R&B #1)
- "Thinking of You" (US HOT100 #67 /US R&B #3)
- "Evil Roy" (US HOT100 - /US R&B #22)
- "You and I" (US HOT100 - /US R&B #29)

1988年
- "Turn on (The Beat Box)" (US HOT100 - /US R&B #26)

1990年
- "For the Love of You" (US HOT100 - /US R&B #19)
- "Heritage" (US HOT100 - /US R&B #5)
- "Wanna Be the Man" (US HOT100 - /US R&B #46)

1993年
- "Sunday Morning" (US HOT100 #53 /US R&B #20)
- "Spend the Night" (US HOT100 - /US R&B #42)
- "Two Hearts" (US HOT100 - /US R&B #88)

1997年
- "Revolution" (US HOT100 - /US R&B #89)

2003年
- "All in the Way" (US HOT100 - /US R&B #77)

2005年
- "Pure Gold" (US HOT100 - /US R&B #76)

## 日本での活動
意外なことに1979年まで来日していない。1975年に初のヨーロッパ・ツアーを行ったことからすると、アジア方面は遅かったといえる。時代の寵児だった時期の来日は、この1979年の1回のみとなった。オールディーズ・バンドとなってからは頻繁に来日していた。

### 日本公演
- 1979年 - 日本初公演（アジア初、ワールドツアーの一環）
  - 3月26日〜28日 日本武道館、30日九電体育館、31日 京都府立体育館、4月1日 名古屋国際展示場、2日 大阪府立体育館、3日 大阪厚生年金会館

- 1988年
  - 6月2日 日本武道館、4日 横浜文化体育館、5日　大阪城ホール、7日　名古屋市公会堂、8日 NHKホール、9日、10日 国立代々木競技場第一体育館

- 1990年
  - 10月25日 東京ドーム

- 1994年
  - 4月1日、2日 国立代々木第一体育館、11日 大阪城ホール、12日 東京ベイNKホール

- 1995年
  - 4月21日、22日、25日 日本武道館

- 1996年
  - 9月21日 東京ベイNKホール、23日、24日 日本武道館

- 2000年
  - 9月26日、27日 東京国際フォーラム

- 2001年
  - 11月2日 神戸国際会館こくさいホール、7日 大阪厚生年金会館、9日 日本武道館、12日 北海道厚生年金会館

- 2002年
  - 11月27日〜29日 東京国際フォーラム、12月2日 フェスティバルホール、3日 福岡国際センター

- 2004年
  - 9月3日、4日 日本武道館、5日 名古屋レインボーホール、7日 福岡国際センター、9日 大阪城ホール、10日 愛媛県民文化会館

- 2006年
  - 1月14日、15日 フェスティバルホール、18日、19日 日本武道館、20日 愛知県芸術劇場

- 2009年
  - 12月7日、9日 なんばHatch、 11日、12日 東京国際フォーラム、14日 Zepp Sapporo、16日 福岡市民会館

- 2012年
  - 5月17日 東京国際フォーラム

- 2013年
  - 8月10日 SUMMER SONIC大阪、8月11日 SUMMER SONIC東京

- 2016年
  - 9月19日 名古屋国際会議場、9月22日 フェスティバルホール

- 2017年
  - 5月20日 フェスティバルホール、5月22日 日本武道館、5月24日 ニトリ文化ホール、5月26日 静岡市民文化会館、5月27日 広島文化学園HBGホール
- 2025年
  - 4月19日、20日 横浜・ぴあアリーナMM、4月22日 大阪・大阪城ホール、4月23日 名古屋・ポートメッセなごや

## その他
- DREAMS COME TRUE（特にベーシストの中村正人）が強く影響を受けており、『WHEREVER YOU ARE』ではモーリス・ホワイトがバックボーカルに参加している[38]。
- 元WBC世界バンタム級王者薬師寺保栄が、「レッツ・グルーブ」を入場曲として使用していた。